# Matthew Fisher
Matthew Charles Fisher (7 de marzo de 1946 en Addiscombe, Croydon) es un músico, compositor y productor inglés. Es reconocido por su trabajo con la banda de rock progresivo británica Procol Harum, especialmente por tocar el órgano Hammond en el famoso sencillo de 1967 "A Whiter Shade of Pale". Como productor ha trabajado con los mencionados Procol Harum, con el guitarrista Robin Trower y con James Dewar y Tir Na Nog, entre otros.
En 2009 Fisher fue nombrado coautor de la canción "A Whiter Shade of Pale" en virtud a su contribución a la misma por medio de su solo de órgano, pese a esperar cerca de 40 años desde su lanzamiento para realizar una reclamación de derechos de autor. Fisher ganó el caso el 20 de diciembre de 2006 y le fue otorgado el 40% del copyright.